# Ergonomija
Ergonomija je prilagoditev delovnega okolja uporabniku. Z ustreznim ergonomskim načrtovanjem se preprečijo poškodbe zaradi ponavljajočih se gibov, ki se lahko sčasoma razvijejo in povzročijo dolgotrajno delovno nezmožnost.
Opredelitev ergonomije (Mednarodno združenje za ergonomijo):
Ergonomija (ali človeški dejavniki) je veda, ki se ukvarja z razumevanjem interakcije med ljudmi in drugimi elementi sistema, ter poklic, ki temelji na teoriji, načelih, podatkih in metodah oblikovanja za čim boljše počutje ljudi in splošno sistemsko učinkovitost.
Namen ergonomije je izpolnitev dveh ciljev: zagotavljanje zdravja ljudi in povečanje produktivnosti. Uporablja se na primer pri oblikovanju pohištva ali vmesnikov naprav, ki so prijazni do uporabnika.

## Pregled
Z ergonomijo se poskušajo tehnološka orodja in njihovo okolje čim bolj prilagoditi ljudem. Pri tem se upoštevajo sposobnosti in omejitve pri zagotavljanju, da naloge, oprema, informacije in okolje ustrezajo posameznemu uporabniku.
Strokovnjaki za ergonomijo pri ugotavljanju, ali je uporabljena tehnologija prilagojena ljudem, upoštevajo delo (panogo), dejavnost, ki se izvaja, potrebe uporabnika, uporabljeno opremo (njeno velikost, obliko in kako primerna je za delo) ter uporabljene informacije (na kakšen način jih je mogoče predstaviti, oceniti in spremeniti). Ergonomija pri preučevanju ljudi in njihovega okolja črpa iz več disciplin, vključno z antropometrijo, biomehaniko, mehanskim inženiringom, industrijskim inženiringom, industrijskim oblikovanjem, kineziologijo, fiziologijo in psihologijo.
Običajno se z ergonomijo ukvarjajo psihologi, inženirji s področja industrijskega/mehanskega oblikovanja ali zdravstveni delavci. Na nekaterih univerzah se je mogoče vpisati celo na magistrski študij ergonomije. Po letu 2000 so se delovni terapevti začeli ukvarjati s področjem ergonomije, ki je sčasoma postalo eno od najbolj razširjenih področij delovne terapije.
Mednarodna zveza za ergonomijo deli ergonomijo na naslednja tri področja:
- fizična ergonomija: preučevanje človeških anatomskih in nekaterih antropometričnih, fizioloških in biomehanskih značilnosti ter njihove povezave s fizično aktivnostjo;
- kognitivna ergonomija: preučevanje miselnih procesov, kot so zaznavanje, spomin, mišljenje in motorični odzivi, ter njihovega vpliva na interakcije med ljudmi in drugimi elementi sistema. (Ustrezne teme vključujejo delovno obremenitev, odločanje, strokovno učinkovitost, interakcije med ljudmi in računalnikom, človeško zanesljivost, stres na delovnem mestu in usposabljanje, ker so lahko povezane s človeškim sistemom in načrtovanjem interakcije med človekom in računalnikom.);
- organizacijska ergonomija: preučevanje optimizacije socialno-tehničnih sistemov, vključno z njihovo organizacijsko strukturo, politiko in procesi. Ustrezne teme vključujejo komunikacijo, upravljanje človeških virov, načrtovanje delovnih mest, načrtovanje delovnega časa, skupinsko delo, načrtovanje sodelovanja, ergonomijo skupnosti, sodelovanje, nove delovne programe, virtualne organizacije in upravljanje kakovosti.

## Zgodovina in etimologija
Temelji ergonomije so se razvili že v obdobju Antične Grčije. Veliko dokazov kaže na to, da so Grki v 5. stoletju pr. n. št. pri načrtovanju orodij, dela in delovnih mest uporabljali ergonomska načela. Eden od zanimivih dokazov za to je Hipokratov opis delovnega mesta kirurga in razporeditve instrumentov, ki jih uporablja pri delu (glej Marmaras, Poulakakis in Papakostopoulos, 1999). Poleg tega arheološki dokazi kažejo, da so zgodnje egipčanske dinastije med drugim izdelovale orodje in gospodinjsko opremo v skladu z ergonomskimi načeli. Zato je vprašljivo, ali je trditev Marmarasa in dr. v zvezi z izvorom ergonomije dejansko pravilna (I G Okorji, 2009).
Izraz ergonomija izhaja iz grških besed ergon [deli] in nomos [naravni zakoni]. V modernem leksikonu je bil prvič omenjen, ko je Wojciech Jastrzębowski to besedo uporabil v članku iz leta 1857 z naslovom Rys ergonomji czyli nauki o pracy, opartej na prawdach poczerpniętych z Nauki Przyrody (Pregled ergonomije, tj. vede o delu na podlagi ugotovitev, ki izhajajo iz naravoslovnih ved).
Nato je v 19. stoletju Frederick Winslow Taylor razvil metodo znanstvenega upravljanja, v skladu s katero se poskuša najti najprimernejša metoda za opravljanje določene naloge. Taylor je ugotovil, da se lahko na primer potroji količina premoga, ki ga izkopljejo rudarji, če se postopno zmanjšata velikost in teža lopat za premog, dokler se ne doseže največja učinkovitost rudarjev. Taylorjeve metode sta na začetku 20. stoletja nadalje preučevala Frank in Lillian Gilbreth. Njun cilj je bil izboljšati učinkovitost pri delu z odpravo nepotrebnih korakov in dejanj. Na podlagi tega pristopa sta Frank in Lillian Gilbert zmanjšala število gibov v zidarstvu z 18 na 4,5 giba, kar je omogočilo zidarjem, da so povečali svojo učinkovitost z 120 na 350 zidakov na uro.
Druga svetovna vojna je močno zaznamovala razvoj novih in naprednih strojev ter orožja, zaradi česar so se inženirji znašli pred novim izzivom. Odločanje, pozornost, zavedanje okolice in koordinacija roke-oči so postali ključnega pomena za uspeh ali neuspeh naloge. Ugotovili so, da tehnološko brezhibna letala, ki jih pilotirajo najbolj usposobljeni piloti, včasih vseeno strmoglavijo. Leta 1943 je poročnik ameriške vojske Alphonse Chapanis dokazal, da je »napak pilotov« veliko manj, če se zapletene naprave v pilotski kabini nadomestijo z bolj logičnimi in preprostimi instrumenti.
Ergonomija je v desetletjih po vojni doživela nadaljnji razvoj. V obdobju razvoja vesoljske tehnologije so nov izziv predstavljali novi človeški dejavniki, povezani z breztežnostjo in veliko gravitacijsko silo. Kako dolgo potovanje v vesolje prenese človeško telo in kakšen vpliv imajo potovanja v vesolje na človeško psihično in fizično stanje? Z začetkom informacijske dobe se je razvilo novo področje ergonomije, in sicer interakcija med človekom in računalnikom. Poleg tega zaradi vedno večjega povpraševanja po izdelkih široke porabe in elektronskih napravah vedno več podjetij pri oblikovanju izdelkov upošteva človeške dejavnike.
Izraz ergonomija pa je postal široko uveljavljen zlasti zaradi britanskega psihologa Hywela Murrella, ki je leta 1949 o tej temi predaval na sestanku britanske mornarice, na podlagi česar je bilo ustanovljeno Združenje za ergonomijo. V okviru tega združenja je nadaljeval z raziskavami, ki jih je izvajal med drugo svetovno vojno in po njej.

## Uporaba
Združenje za človeške dejavnike in ergonomijo zajema več kot dvajset tehničnih podskupin, kar kaže na zelo široko uporabo tega področja. Inženiring, pri katerem se upoštevajo človeški dejavniki, se še naprej uspešno uporablja na področju vesoljske znanosti, preučevanja staranja, zdravstvenega varstva, informacijske tehnologije, industrijskega oblikovanja, prometa, izobraževanja, jedrskega in virtualnega okolja itd. Profesorica ergonomije na Univerzi v Torontu Kim Vicente trdi, da so za jedrsko nesrečo v Černobilu odgovorni arhitekti, ki niso namenili dovolj pozornosti človeškim dejavnikom. »Čeprav so bili inženirji dobro usposobljeni, zaradi zapletenosti reaktorja in nadzornih plošč niso bili sposobni ugotoviti, kaj se dogaja [tik pred nesrečo].«
Fizična ergonomija ima pomembno vlogo na področju medicine, zlasti za osebe, ki imajo fiziološke bolezni ali motnje, kot sta artritis (kronični ali akutni) in sindrom karpalnega kanala. Pritisk, ki ga zdrave osebe morda sploh ne zaznajo, lahko osebam, ki trpijo za to boleznijo, povzroči hudo bolečino, zato ne morejo uporabljati nekaterih naprav. Veliko ergonomsko oblikovanih izdelkov se uporablja za zdravljenje ali preprečevanje nastanka takih bolezni in za odpravo kroničnih bolečin, ki nastanejo zaradi fizičnega pritiska.
Vprašanje človeških dejavnikov je pomembno tudi pri preprostih sistemih in potrošniških izdelkih. Nekateri primeri: mobilni telefoni in druge prenosne naprave, ki postajajo vedno manjše in bolj zapletene, več milijonov videorekorderjev, na katerih utripa »12:00« po vsem svetu, ker zelo malo ljudi zna nastaviti uro, budilke, ki jih zaspani uporabniki nenamerno izklopijo, čeprav so nameravali le zadremati za nekaj minut. Cilj oblikovanja, usmerjenega k uporabniku, ki se imenuje tudi sistemski pristop ali življenjski cikel uporabnosti, je izboljšati uporabniške sisteme.

### Načrtovanje ergonomskih poskusov
Pri načrtovanju ergonomskega poskusa je treba upoštevati več korakov. Najprej je treba izbrati problem s praktičnimi posledicami. S preskusom problema je treba podpreti ali testirati trenutno uveljavljeno teorijo. Uporabnik izbere eno ali več odvisnih spremenljivk, s katerimi se običajno merijo varnost, zdravje in/ali fiziološka učinkovitost. Na različnih ravneh je treba izbrati neodvisne spremenljivke. Običajno pri takšnih poskusih sodelujejo plačani prostovoljci. Poskus se opravi v obstoječem okolju in z uporabo obstoječe opreme in/ali programske opreme. Uporabniki morajo dobiti pri testiranju jasna navodila o uporabljeni metodi ali nalogi ter podpisati izjavo, da sodelujejo prostovoljno. Uporabnik mora poznati vse  mogoče kombinacije in vrste interakcije, da zazna veliko razlik, ki se lahko pojavijo. Da se dosežejo čim boljši rezultati, je treba izvesti več posameznih opazovanj in rezultate poskusov med seboj primerjati. Pogosto je treba pred začetkom poskusa dobiti dovoljenje od pristojnega organa. Po koncu poskusa se na podlagi matematičnega modela dobijo jasni podatki.
Poskus se začne s pilotnim poskusom. Najprej se je treba prepričati, ali prostovoljci razumejo navodila, ali oprema deluje in ali je poskus mogoče končati v določenem času. Prostovoljci običajno za sodelovanje pri poskusu dobijo plačilo. Ko so vsi podatki zbrani, jih je treba analizirati in zabeležiti. Nato jih je treba na pravi način obdelati. Zatem se napiše poročilo, v katerem je pojasnjen poskus. V njem morajo biti podatki analizirani na sistematičen način, da so popolnoma jasni in nedvoumni.

### Ergonomija na delovnem mestu
Zunaj področja same discipline se izraz ergonomija običajno uporablja v povezavi s fizično ergonomijo in delovnim mestom (na primer ergonomsko oblikovani stoli in tipkovnice). Ergonomija na delovnem mestu je večinoma povezana z zagotavljanjem kratkoročne in dolgoročne varnosti zaposlenih. Ergonomija pomaga zmanjšati stroške z izboljšanjem varnosti, s čimer se zmanjšajo tudi stroški, ki jih imajo delodajalci zaradi plačevanja odškodnin delavcem. Več kot pet milijonov delavcev na primer vsako leto dobi poškodbe, povezane s preobremenjenostjo. Z ergonomijo se lahko delovna mesta načrtujejo tako, da delavci niso preobremenjeni, pri čemer predelovalna industrija prihrani več milijard evrov, ki bi jih sicer morala plačati delavcem za odškodnino zaradi poškodb na delovnem mestu.
Ergonomska načela imajo lahko pri načrtovanju delovnih mest reaktivno ali proaktivno vlogo. Reaktivna ergonomija se uporabi, kadar je nekaj treba popraviti, pri čemer se sprejmejo popravni ukrepi. Proaktivna ergonomija je proces iskanja področij, ki bi jih bilo mogoče izboljšati ali izpopolniti, preden se pojavijo velike težave. Težave se lahko rešijo z ustreznim načrtovanjem opreme, naloge ali okolja. Pri načrtovanju opreme se lahko spremenita dejanska oblika in funkcionalnost naprav, ki jih uporabljajo ljudje. Pri načrtovanju naloge se spremeni način dela z opremo. Pri načrtovanju okolja se spremeni okolje, v katerem delajo ljudje, fizična oprema, ki jo uporabljajo, pa ostane enaka.

## Področja ergonomije

### Inženirska psihologija
»Inženirska psihologija« je interdisciplinarna veja ergonomije, ki preučuje odnose med ljudmi in napravami. Njen namen je izboljšanje oz. izpopolnitev teh odnosov. To lahko vključuje preoblikovanje opreme, spremembo načina uporabe naprave ali spremembo lokacije izvajanja dela. Pogosto pravimo, da inženirski psihologi poskrbijo, da je nek izdelek bolj »uporabniku prijazen«.
Inženirska psihologija je uporabno področje psihologije, ki obravnava psihološke dejavnike pri oblikovanju in uporabi opreme. Pojem človeški dejavniki je širši od inženirske psihologije, ki je usmerjena zlasti na oblikovanje sistemov, ki obdelujejo informacije na podoben način, kot to poteka v možganih.

### Makroergonomija
Makroergonomija je pristop k ergonomiji, ki zajema široko področje načrtovanja, preučevanja organizacijskega okolja, kulture, zgodovine in ciljev dela. Povezana je s fizičnim oblikovanjem orodij in okolja. Gre za preučevanje odnosov med družbo in tehnologijo ter njihovih posledic za odnose, procese in institucije. Poleg tega je njen cilj optimizacija načrtovanja organizacijskih in delovnih sistemov, pri čemer se upoštevajo značilnosti osebja, tehnologije in okolja ter njihov medsebojni vpliv. Namen makroergonomije je doseganje čim učinkovitejšga dela na makro- in mikroekonomski ravni, na podlagi česar se izboljšajo produktivnost ter zadovoljstvo, zdravje, varnost in predanost zaposlenih pri delu. Analizira se celoten sistem, ugotovi, kako bi bilo treba posamezen element umestiti v sistem, hkrati pa se upoštevajo vsi vidiki popolnoma učinkovitega sistema. Če nek element ne bi bil umeščen na ustrezno mesto v tem sistemu, bi lahko to imelo neugodne posledice.
Zgodovina
Makroergonomija, ki je poznana tudi kot organizacijsko oblikovanje in dejavniki upravljanja, zadeva splošno načrtovanje delovnih sistemov. To področje je postalo splošno priznano kot poddisciplina ergonomije šele v 80. letih dvajsetega stoletja. Zamisel o tej disciplini in možnosti njenega nadaljnjega razvoja je preučeval ameriški odbor za človeške dejavnike v obdobju od leta 1980 do leta 2000. Naloga odbora je analizirati trende, povezane z vsemi vidiki življenja, in preučevanje, kakšen vpliv bo to imelo na razvoj ergonomije v naslednjih 20 letih. Ugotovili so, da bo razvoj ergonomije v naslednjih letih vključeval naslednje:
1. odkritja na področju tehnologije, zaradi katerih se bo spremenil način dela, na primer razvoj namiznih računalnikov,
2. potrebo po prilagoditvi organizacij pričakovanjem zrelejše delovne sile,
3. različna pričakovanja generacije, rojene po drugi svetovni vojni, in starejše generacije glede novih delovnih mest,
4. nezmožnost, da bi se samo z ergonomijo doseglo zmanjšanje števila nesreč in poškodb pri delu ter povečala produktivnost,
5. vedno večje število odškodninskih tožb na podlagi pomanjkljive varnosti na delovnem mestu.

Te napovedi so se že delno ali v celoti uresničile. Makroergonomija na delovnem mestu je zlasti učinkovita pri oblikovanju delovne kulture, ki spodbuja in ohranja učinkovitost ter skrbi za izboljšanje varnosti.
Metode
- Prehod skozi spletno predstavitev: metoda, kjer se preiskuje in ocenjuje enostavnost uporabe spletne strani, oziroma enostavnost učenja. Bistvo metode je ugotoviti, ali lahko uporabnik s kognitivnim razmislekom opravi zastavljeno nalogo. Za izvedbo te metode potrebujemo scenarije tipične uporabe spletne predstavitve, ki so natančno razdelani v zaporedje posameznih nalog in podnalog, ki jih mora uporabnik uspešno rešiti, oz. izvesti, da doseže želen cilj. Skozi razdelane scenarije se sprehodi ocenjevalec in ugotavlja, kje nastajajo oziroma bi lahko nastale težave pri izvajanju posameznih nalog. Če analizo opravi strokovnjak, potem ob napakah predlaga ustrezno rešitev, če pa analizo opravi uporabnik strani, pa dobimo bolj zanesljive informacije o problemih pri uporabi spletne strani. Prednost metode je, da ocenjuje enostavnost interakcije s spletno predstavitvijo ob njeni uporabi.
- Metoda Kansei: s to metodo se preoblikujejo odzivi potrošnikov na nove izdelke v specifikacije oblikovanja. V okviru ergonomije se s to metodo odziv delodajalcev na spremembe dela preoblikuje v specifikacije oblikovanja.
- Velika integracija tehnologije, organizacije in ljudi (HITOP): ročni postopek za postopno uporabo tehnoloških sprememb na delovnem mestu. Vodilnim delavcem v podjetjih omogoča, da se bolj zavedajo človeških in organizacijskih vidikov njihovih tehnoloških načrtov, kar jim omogoča, da bolj učinkovito vključijo tehnologijo v te vidike.
- Računalniško integrirano sistemsko načrtovanje proizvodnje, organizacije in ljudi  (CIMOP): ta model omogoča ocenjevanje računalniško integriranega sistemskega načrtovanja proizvodnje, organizacije in ljudi na podlagi pridobljenega znanja o sistemu.
- Antropotehnologija: pri tej metodi se upoštevata analiza in sprememba oblikovanja sistemov za učinkovit prenos tehnologije iz ene kulture v drugo.
- Makroergonomska analiza in oblikovanje: metoda za ocenjevanje sistema dela z uporabo postopnega procesa.[8]

### Ergonomija sedenja
Najboljši način za zmanšanje pritiska v hrbtnem delu je stoječi položaj. Vendar je občasno potrebno tudi sesti. Med sedenjem se večina telesne teže prenese na sedalo sedeža. Nekaj teže se prenese tudi na tla, naslonjalo sedeža in podlakti. Bistvo dobrega oblikovanja sedeža so točke v katerih se teža telesa prenaša na sedalo sedeža, naslon sedeža, tla in naslon rok. Celodnevno sedenje lahko povzroči ptitisk na hrbtni del in s tem povzroča neželjeno bolečino, v kolikor deli telesa niso primerno podprti.
Lumbalni (spodnji) del htbtenice potrebuje primerno podporo. S tem se zmanjša pritisk na medvretenčne diske hrbtenice. Prekomeren pritisk na spodnji del hrbta se prepreči tako, da naslonjalo stola primerno podpira ledveni del hrbta. Kot med sedalom in naslonjalom naj ima 120 stopinj. Naslonjalo v spodnjem (lumbalnem) delu hrbta naj bo izbočeno 5 centimetrov. Slaba stran tako odprtega kota telesa je, da se trup pomakne nazaj, stran od položaja, ki je potreben na primer za delo ob pisalni mizi. To težavo lahko med drugim rešimo z uporabo stola klečalnika. Dober klečalnik omogoča sedenje, pri katerem je naše telo odprto, ker se zmanjša kot spodnjega dela telesa, hrbtenica je v naravnem položaju, sedišče pa je v ustreznem položaju za opravljanje dela. Dobra stran tega položaja je, da kot telesa pri nagibanju naprej ostane 90 stopinj ali več. Veliko ljudi zmotno meni, da telesno težo pri sedenju na klečalnikih nosijo kolena in da jih zato uporabniki, ki imajo težave s koleni, ne morejo uporabljati. Zaradi tega zmotnega prepričanja je bila oblikovana cela generacija klečalnikov, pri katerih so poskušali popraviti to lastnost z dodatkom vodoravnega sedišča s pomožnim podstavkom za kolena. Ti klečalniki so popolnoma v nasprotju z namenom stolov. Pri pravem klečalniku nekaj teže sicer nosijo golena, vendar pa je glavna naloga goleni (kolen), da oseba, ki sedi na klečalniku, ne zdrsne naprej in ne pade s stola. Večino teže nosi zadnjica. Drug način za preprečevanje padcev je posebno oblikovano sedišče. Ta vrsta sedišč se običajno uporablja pri nekatereih stolih za sedenje v polstoječem položaju, pri katerih se posnema položaj jahača na konju.
Drug način za zmanjšanje pritiska na lumbalni del hrbtenice je uporaba naslonjal za roke. Z njimi se del telesne teže s sedišča in naslonjala za hrbet prerazporedi na naslonjalo za roke. Naslonjalo za roke mora biti nastavljivo po višini, da se prepreči preobremenjenost ramen.

## Organizacije
Mednarodno združenje za preučevanje ergonomije (International Ergonomics Association (IEA)) je zveza društev z vsega sveta, ki se ukvarjajo z ergonomijo in človeškimi dejavniki. V združenju IEA si prizadevajo izpopolniti in doseči napredek na področju ergonomije kot vede ter njenega izvajanja in izboljšati kakovost življenja z razširjanjem njene uporabe ter koristi za družbo. Od septembra 2008 je v Mednarodnem združenju za preučevanje ergonomije 46 povezanih društev in dve zunanji društvi.
Mednarodno Združenje avtomobilističnih inženirjev (Society of Automotive Engineers (SAE)) je strokovna organizacija za strokovnjake s področja inženiringa mobilnih konstrukcij v vesoljski in avtomobilski industriji ter industriji gospodarskih vozil. Je organizacija za razvoj standardov na področju inženiringa pogonskih vozil vseh vrst, med drugim avtomobilov, tovornjakov, plovil, letal in drugih. Združenje avtomobilističnih inženirjev je določilo številne standarde, ki se uporabljajo v avtomobilski industriji in drugod. Spodbuja oblikovanje vozil v skladu z uveljavljenimi načeli človeških dejavnikov. Spada med najvplivnejše organizacije, ki si prizadevajo za upoštevanje ergonomskih načel pri oblikovanju vozil. Združenje redno prireja konference, na katerih obravnavajo teme, ki pokrivajo vse vidike človeških dejavnikov/ergonomije.
V Združenem kraljestvu je strokovni organ za ergonome Inštitut za ergonomijo in človeške dejavnike (The Institute of Ergonomics and Human Factors), v ZDA pa Društvo za preučevanje človeških dejavnikov in ergonomije (Human Factors and Ergonomics Society). V Evropi ureja strokovna spričevala Center za registracijo evropskih ergonomov (Centre for Registration of European Ergonomists (CREE)). V ZDA to funkcijo opravlja Odbor za izdajanje potrdil strokovnjakom s področja ergonomije (Board of Certification in Professional Ergonomics). V Kanadi je strokovni organ za ergonome Združenje kanadskih ergonomov.
Društvo za preučevanje človeških dejavnikov in ergonomije (Human Factors and Ergonomics Society (HFES) je največja organizacija strokovnjakov na svetu, ki se ukvarjajo s preučevanjem človeških dejavnikov in ergonomije. V društvu si prizadevajo pospeševati raziskovanje in izmenjavo znanja o značilnostih ljudi, ki zadevajo oblikovanje sistemov in naprav vseh vrst.